# معركة تشيرنايا
معركة تشيرنايا (بالإنجليزية: Battle of the Chernaya، وبالفرنسية: Bataille de la Tchernaïa، وبالإيطالية: Battaglia della Cernaia، وبالروسية: Сражение у Черной речки أو Сражение у реки Черной، ومعناه في الروسية معركة النهر الأسود) أو معركة نهر تشيرنايا هي إحدى معارك حرب القرم، وقعت قرب نهر تشورنايا (النهر الأسود) على مشارف سيفاستوبول في 16 أغسطس 1855 بين القوات الروسية وتحالف من القوات الفرنسية والسردينية والعثمانية.
كان من أشهر الجنود المشاركين في المعركة الأديب الروسي ليو تولستوي، وقد أرجع الهزيمة والمجزرة التي لحقت بالجنود الروس بعدم كفاءة قادتهم.
أسفرت المعركة عن انسحاب الروس وانتصار التحالف الفرنسي السرديني العثماني.